# Домбкі (Великопольське воєводство)
Домбкі (пол. Dąbki, нім. Dombke) — село в Польщі, у гміні Вижиськ Пільського повіту Великопольського воєводства.
Населення — 251 особа (2011).
У 1975-1998 роках село належало до Пільського воєводства.

## Демографія
Демографічна структура станом на 31 березня 2011 року:
|          | Загалом | Допрацездатний вік | Працездатний вік | Постпрацездатний вік |
| -------- | ------- | ------------------ | ---------------- | -------------------- |
| Чоловіки | 135     | 40                 | 88               | 7                    |
| Жінки    | 116     | 33                 | 73               | 10                   |
| Разом    | 251     | 73                 | 161              | 17                   |